# Natale Masera
Natale Masera (all'anagrafe Natale Battista Giovanni Masera) (Busto Arsizio, 1º giugno 1910 – Busto Arsizio, 24 maggio 1985) è stato un allenatore di calcio e calciatore italiano, di ruolo centrocampista.

## Carriera

### Giocatore
Mezzala, esordisce in serie A nel Pro Patria, squadra della sua città natale, il 23 febbraio 1930 in Cremonese-Pro Patria 1-2. Giocò in massima serie anche con le maglie di Ambrosiana-Inter e Napoli, collezionando complessivamente 77 presenze e 19 gol.
Trasferitosi alla Sanremese nel 1937, è l'autore del primo storico goal in Serie B di quella formazione (3 ottobre 1937, vittoria in casa per 1-0 sul Vigevano).
Nel 1940 tornò alla Pro Patria, nel frattempo retrocessa in Serie C, terminando ivi la carriera.

### Allenatore
Nella stagione 1940-1941 allenò la Pro Patria, con cui vinse la Serie C.
Nella stagione 1948-1949 allenò il Parabiago in Serie C.

## Palmarès

### Giocatore

#### Competizioni nazionali
- Serie B: 1

Bari: 1934-1935
- Serie C: 1

Varese: 1939-1940 (girone C)

### Allenatore

#### Competizioni nazionali
- Serie C: 1

Pro Patria: 1940-1941